# Augusta Leigh
Augusta Maria Leigh (de soltera Byron; 26 de enero de 1783 – 12 de octubre de 1851) fue la hija única de John "Mad Jack" Byron, el padre del poeta Lord Byron, con su primera esposa, Amelia, de soltera Darcy (Lady Conyers por derecho propio y divorciada de Francis, Marqués de Carmarthen).

## Primeros años
La madre de Augusta murió poco después de su nacimiento. Su abuela, Lady Holderness, crio a Augusta durante unos cuantos años, pero murió cuando Augusta era todavía pequeña, y la niña dividió su tiempo entre parientes y amigos.

## Matrimonio
Augusta se casó con su primo, el teniente coronel George Leigh (1771–1850), hijo del general Charles Leigh (1748–1815) y su esposa, Frances Byron, tía paterna de la joven. Tuvo siete hijos con él. Richard Temple-Nugent-Brydges-Chandos-Grenville, 1.º Duque de Buckingham y Chandos, anotó la boda con desdén en su diario: "La pobre Augusta Leigh se casa hoy! Pobrecita! La compadezco por conectarse con una familia así, tan tonta! Aun así nadie tiene la culpa por ello." El matrimonio resultó infeliz, porque él cayó en la disolución y la pérdida de dinero. Al final, dejó a su esposa e hijos nada más que deudas.
También sufrió infelicidad personal, cuando Henry Trevanion, marido de su hija Georgiana la abandonó en 1829–30 (después de cuatro años de matrimonio) por su hermana menor Elizabeth Medora (presuntamente engendrada por Lord Byron). Medora y Henry Trevanion permanecieron juntos varios años en Francia, antes de finalmente separarse. La abandonada Georgiana, doblemente traicionada, carecía de los fondos para solicitar un divorcio al Parlamento a diferencia de otra dama igualmente agraviada, Louisa Turton (Turton vs Turton).

## Byron

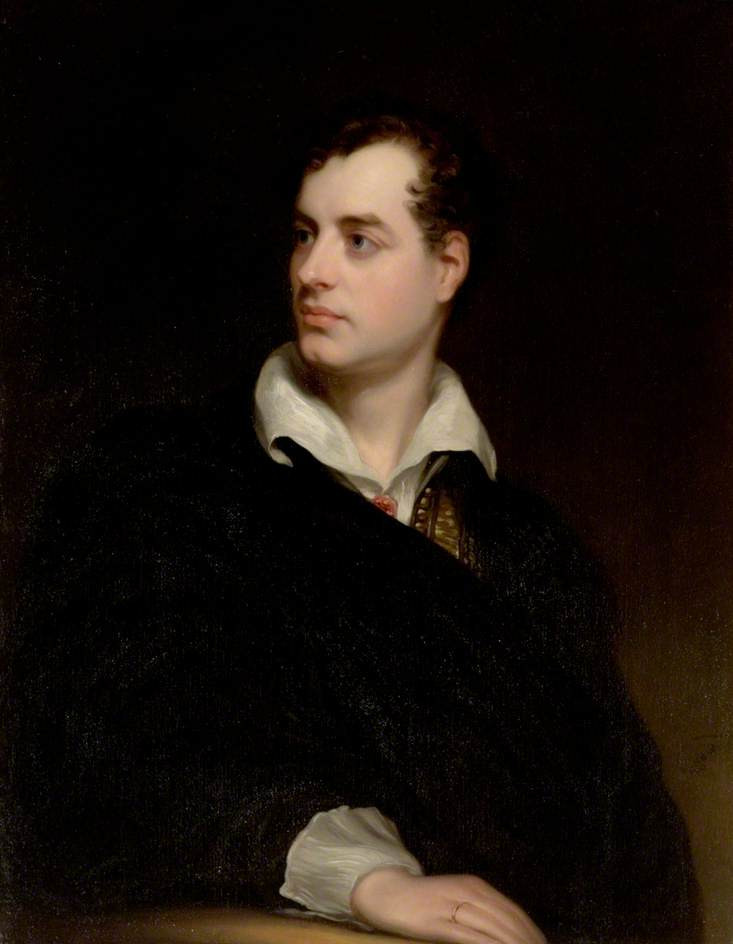
George Gordon Lord Byron.

El medio hermano menor de Augusta, George Gordon Lord Byron, no la conoció hasta que fue a la Harrow School, e incluso entonces sólo muy raramente se encontraron. A partir de 1804, sin embargo, ella le escribió regularmente y se convirtió en su confidente, especialmente en sus disputas con su madre. Su correspondencia cesó por dos años después de que Byron se fue al extranjero, y no se reanudó hasta que Augusta le envió una carta de pésame por la muerte de su madre, Catherine.
Al no haberse criado juntos, eran casi como desconocidos el uno para el otro. Pero se llevaron bien y al parecer en cuanto se vieron nuevamente en 1811 se enamoraron. Cuando el matrimonio de Byron colapsó y él partió de Inglaterra para no regresar nunca, los rumores de incesto, una ofensa muy seria y escandalosa, se extendieron. Algunos dicen que debido al temor de ser procesado fue que Byron abandonó el país.
Hay alguna evidencia para apoyar la acusación de incesto. La tercera hija de Augusta Leigh, nacida en la primavera de 1814, fue bautizada Elizabeth Medora Leigh. Unos cuantos días después del nacimiento, Byron fue a Swynford Paddocks, la casa de su hermana en Cambridgeshire, para ver al bebé, y escribió, en una carta a Lady Melbourne, su confidente: "Oh, pero no es un simio, y vale la pena" (se creía que un niño nacido de una relación incestuosa probablemente sería deforme).